# Żychlin (gmina)
Żychlin (1926-91 gmina Dobrzelin + miasto Żychlin) — gmina miejsko-wiejska w Polsce położona w województwie łódzkim, w powiecie kutnowskim. W latach 1975–1998 gmina administracyjnie należała do województwa płockiego.
Siedziba gminy to Żychlin.
Gmina jest członkiem Związku Gmin Regionu Kutnowskiego.
Według danych z 31 grudnia 2007 gminę zamieszkiwały 12 842 osoby.

## Historia
Za Królestwa Polskiego gmina Żychlin należała do powiatu kutnowskiego w guberni warszawskiej. Siedziba gminy znajdowała się w mieście Żychlinie, który stanowił odrębną gminę miejską. 31 maja 1870 roku Żychlin został pozbawiony praw miejskich i przekształcony w osadę miejską; po przyłączeniu do niego części obszaru gminy Żychlin utworzono w nim odrębną jednostkę administracyjną o nazwie "gmina Żychlin", natomiast – aby uniknąć dwóch gmin o tej samej nazwie – dotychczasową (częściowo okrojoną) gminę Żychlin przemianowano na gminę Dobrzelin. Wkrótce (przed 1885) obie gminy zostały połączone w jedną wiejską gminę Żychlin. 
Po odzyskaniu niepodległości gmina Żychlin weszła w skład powiatu kutnowskiego w woj. warszawskim. 1 stycznia 1924 prawa miejskie odzyskał Żychlin, który wyłączono z gminy Żychlin i przekształcono w odrębną gminę miejską. W 1921 roku gmina Żychlin składała się z 61 miejscowości i liczyła 6761 mieszkańców (Żychlin liczył 7098 mieszkańców). Niecałe trzy lata później – 7 grudnia 1926 roku – wiejską gminę Żychlin przemianowano na gminę Dobrzelin. 1 kwietnia 1939 roku miasto Żychlin i gminę Dobrzelin – wraz z całym powiatem kutnowskim – przeniesiono do woj. łódzkiego.
Po II wojnie światowej jednostki zachowały przynależność administracyjną. Według stanu z 1 lipca 1952 roku gmina Dobrzelin składała się z 21 gromad. Gmina Dobrzelin została zniesiona 29 września 1954 roku wraz z reformą wprowadzającą gromady w miejsce gmin. 
Gminę Dobrzelin reaktywowano 1 stycznia 1973 roku w tymże powiecie i województwie, w związku z kolejną reformą gminną. 1 czerwca 1975 roku zarówno Żychlin jak i gmina Dobrzelin weszły w skład nowo utworzonego woj. płockiego. 1 stycznia 1992 roku gmina Dobrzelin została zniesiona przez połączenie jej terenów z miastem Żychlin w nową (obecną) miejsko-wiejską gminę Żychlin. 1 stycznia 1999 roku gmina powróciła do powiatu kutnowskiego w nowo utworzonym woj. łódzkim.

## Struktura powierzchni
Według danych z roku 2007 gmina Żychlin ma obszar 76,64 km², w tym:
- użytki rolne: 89%
- użytki leśne: 1%

Gmina stanowi 8,64% powierzchni powiatu kutnowskiego.

## Demografia

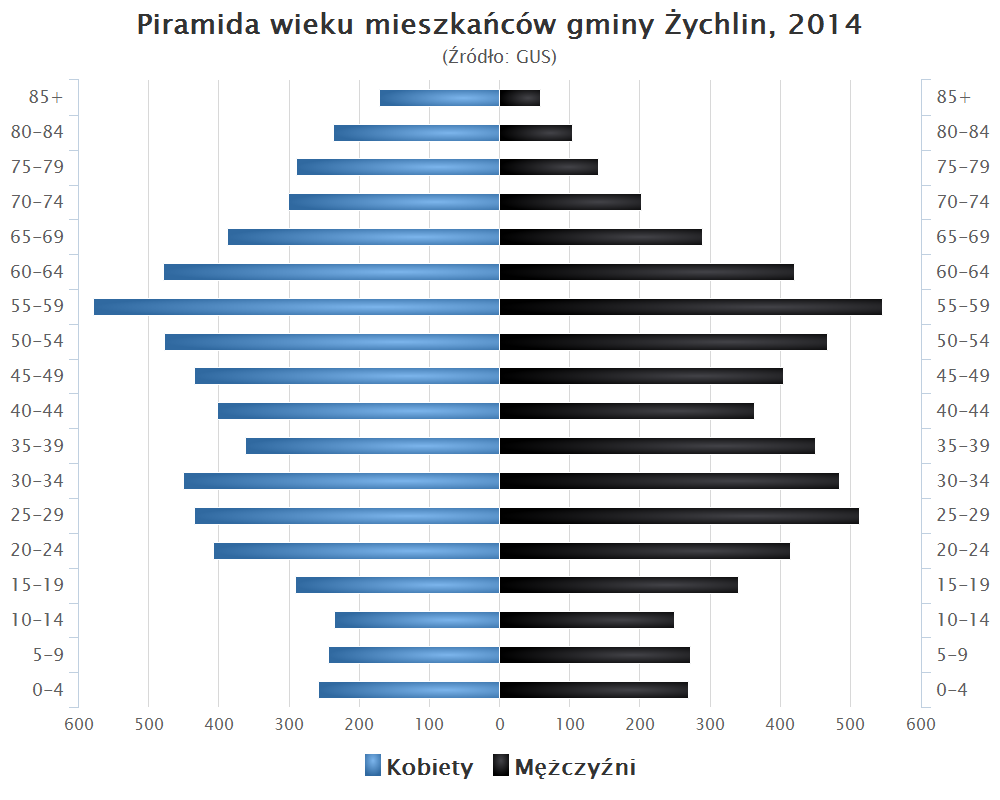
Piramida wieku mieszkańców gminy Żychlin w 2014 roku

Dane z 31 grudnia 2007:
| Opis                              | Ogółem | Ogółem | Kobiety | Kobiety | Mężczyźni | Mężczyźni |
| --------------------------------- | ------ | ------ | ------- | ------- | --------- | --------- |
| jednostka                         | osób   | %      | osób    | %       | osób      | %         |
| populacja                         | 12842  | 100    | 6647    | 51,8    | 6195      | 48,2      |
| gęstość zaludnienia (mieszk./km²) | 168    | 168    | 87      | 87      | 81        | 81        |

## Sąsiednie gminy
Bedlno, Kiernozia, Oporów, Pacyna, Zduny